# 塞爾維亞與蒙特內哥羅國旗
塞爾維亞與蒙特內哥羅國旗是於1991年至2006年間使用的歷史旗幟，始自1991年11月18日南斯拉夫聯盟共和國（南聯盟）通過續用的南斯拉夫社會主義聯邦共和國國旗，後於1992年4月27日啟用修改後的新版旗幟，其後南聯盟於2003年更名為塞爾維亞與蒙特內哥羅國家聯盟（塞蒙），最終塞蒙因蒙特內哥羅於2006年宣布獨立而瓦解，該旗也隨之停用。
除了長寬比不同外，塞蒙國旗與原南斯拉夫社會主義聯邦共和國（1943－1992年）國旗基本相同，相異處在於移除中央的紅星。國旗由斯拉夫顏色紅、白、藍三色條紋組成，長寬比為1：2，與倒反的荷蘭國旗類似。

## 歷史
塞爾維亞與蒙特內哥羅國旗源自於南斯拉夫王國使用的南斯拉夫國旗，該旗後被實施共產主義的南斯拉夫社會主義聯邦共和國（南斯拉夫聯邦）修改沿用，旗幟中央被加上紅星。在共產政權隨東歐劇變垮台及國家重組為南斯拉夫聯盟共和國（南聯盟）後，該國最初保留了南斯拉夫社會主義聯邦共和國的國旗設計，但南聯盟於1992年4月27日啟用新國旗，移除中央象徵共產主義的紅星，南聯盟也成為歐洲最後一個自其國旗去除紅星的國家。但由於聯合國安理會第777號決議不允許南聯盟繼承南斯拉夫社會主義聯邦共和國的聯合國成員資格，南聯盟政府則認為該國是前南斯拉夫聯邦的直接延續而拒絕以重新申請的方式加入聯合國，導致帶有紅星的舊南斯拉夫聯邦國旗於1992－2000年間仍持續在聯合國總部大樓外飄揚。2000年，南聯盟最終透過申請成功加入聯合國，舊國旗也被南聯盟國旗取代。
1992年修改國旗的決定在部分南聯盟的社會主義政黨間引發爭議，塞爾維亞圖廷的塞爾維亞社會黨議員在新國旗啟用後拒絕繼續在議會工作，理由是「議會的辦公室內懸掛著另一個國家的國旗」。同時，國際奧林匹克委員會也不允許南斯拉夫運動員在巴塞隆納舉辦的1992年夏季奧林匹克運動會上使用新國旗參賽，該國運動員最終使用奧林匹克會旗以獨立奧運參賽者的身分參加該屆奧運。
2003年，南聯盟更名為鬆散的聯邦塞爾維亞與蒙特內哥羅，同時該國對使用新的國名和國家象徵上存在爭議。新制定的《塞爾維亞與蒙特內哥羅憲法》規定直到新象徵的相關法律被提交至塞爾維亞與蒙特內哥羅議會（必須在新議會開議後60天內）前都禁止使用舊南斯拉夫標誌。但有部分人士認為變更國旗並無意義，因為當時塞爾維亞和蒙特內哥羅各自的地區旗幟與原南聯盟國旗的差異僅在於中間藍色條紋的深淺；也有人認為由於塞爾維亞、蒙特內哥羅雙方無法在新國旗方面看法一致，因此試圖改變國旗是沒有意義的。而塞爾維亞與蒙特內哥羅兩方的代表團實際上也確實無法就新旗幟達成共識，因此塞蒙最終繼續使用原南聯盟的國旗直至2006年聯邦解體。期間，部分的塞爾維亞、蒙特內哥羅人民開始拒絕認同該旗幟，轉而使用舊南斯拉夫聯邦的國旗，原因是懷舊及來自國際社會的遺棄感。蒙特內哥羅則反對繼續使用舊旗幟作為代表，並於2004年在其聯邦構成國境內通過一面新旗幟取代塞蒙國旗，但直到2006年蒙特內哥羅議會宣布脫離聯邦獨立前，該旗仍是聯邦境內的區域旗幟。
在南聯盟改名為塞爾維亞與蒙特內哥羅引發的爭議期間，歐洲足球總會聯盟允許塞爾維亞與蒙特內哥羅國家足球隊繼續使用南聯盟的旗幟和球衣，因此該旗後來成為塞蒙的國家足球隊代表。2006年聯邦解體後不久，塞爾維亞與蒙特內哥羅國家足球隊使用原（南聯盟）旗幟參加2006年國際足總世界盃，但該支球隊代表的是一個不再存在國家，同時也不是使用塞蒙的國旗，因為塞爾維亞和蒙特內哥羅兩國在獨立後皆採用了各自的新國旗。

## 聯邦解體
蒙特內哥羅於2006年舉行獨立公投終止與塞爾維亞的聯邦關係，塞爾維亞議員也全票通過解散聯邦並宣布獨立。2006年6月5日，塞爾維亞與蒙特內哥羅國旗自貝爾格勒的國會大廈降下；塞爾維亞軍事總部外的國旗亦在時任國防部長佐拉米·斯坦科維奇的監督下，伴隨塞蒙國歌《嘿，斯拉夫人》隆重降下。兩國在聯邦解體後皆採用各自的國旗，蒙特內哥羅接續使用其於2004年通過的區域旗幟；塞爾維亞則設計一面與塞蒙國旗相同顏色的新旗幟（調整三色條的順序），並增加塞爾維亞國徽。

## 下属共和国国旗

塞尔维亚共和国国旗（1992－2004年）
黑山共和国国旗（1993－2004年）

## 其他旗帜
| 旗幟 | 使用時間   | 用途                                             | 簡介                                                               |
| ---- | ---------- | ------------------------------------------------ | ------------------------------------------------------------------ |
|      | 2003       | 塞爾維亞與蒙特內哥羅原擬用的國旗                 | 塞爾維亞三色旗                                                     |
|      | 2004－2006 | 塞爾維亞（2004－2006）國旗                       | 塞爾維亞三色旗，左側帶有小型徽章                                   |
|      | 1992－2004 | 塞爾維亞國旗                                     | 塞爾維亞三色旗                                                     |
|      | 2004－2006 | 蒙特內哥羅國旗                                   | 帶有金色邊框和蒙特內哥羅徽章的紅褐色旗幟                           |
|      | 1993－2004 | 蒙特內哥羅國旗                                   | 塞爾維亞三色旗，中間的藍色較淺                                     |
|      | 1992－1993 | 蒙特內哥羅國旗                                   | 塞爾維亞三色旗，中央帶有紅星                                       |
|      | 1993－2006 | 塞爾維亞與蒙特內哥羅總統旗                       | 長寬比1：1的南斯拉夫三色旗，中央帶有雙頭鷹（塞蒙版本）             |
|      | 1995－2006 | 塞爾維亞與蒙特內哥羅總理旗                       | 長寬比1：1的南斯拉夫三色旗                                         |
|      | 1995－2006 | 高級防衛委員會（High Defence Council）的成員徽章 | 長寬比1：1的南斯拉夫三色旗，中央帶有雙頭鷹（塞蒙版本）             |
|      | 1995–2006  | 國防部旗                                         | 長寬比1：1的南斯拉夫三色旗，中央帶有代表武裝力量的小型徽章         |
|      | 1995－2006 | 總參謀長旗                                       | 長寬比1：1的白色基底，中央帶有雙頭鷹（塞蒙版本），框為紅、藍色條紋 |

### 軍階旗幟
| 旗幟 | 使用時間   | 用途       | 簡介                                                             |
| ---- | ---------- | ---------- | ---------------------------------------------------------------- |
|      | 1993－2006 | 海軍司令旗 | 長寬比1：1的南斯拉夫三色旗，邊框為紅、藍條紋，左上方帶有金色船錨 |
|      | 1993－2006 | 海軍上將旗 | 長寬比1：1的白色基底，邊框為紅、藍條紋，左上方帶有金色船錨       |
|      | 1993－2006 | 海軍中將旗 | 長寬比1：1的紅色基底，邊框為紅、藍條紋，左上方帶有金色船錨       |
|      | 1993－2006 | 海軍少將旗 | 長寬比1：1的藍色基底，邊框為紅、藍條紋，左上方帶有金色船錨       |

## 外部連結
- 世界旗帜网（FOTW）的Serbia and Montenegro